# Parafia Świętej Trójcy w Wilnie
Parafia Świętej Trójcy w Wilnie – ukraińskokatolicka parafia znajdująca się w Wilnie. Podlega pod łacińską archidiecezję wileńską, w ramach której wchodzi w skład dekanatu wileńskiego I. Parafię prowadzi Zakon Bazylianów Świętego Jozafata.
Nabożeństwa sprawowane są w obrządku bizantyjsko-ukraińskim, w języku ukraińskim. Parafianami są głównie mieszkający na Litwie Ukraińcy. Również duchowni służący w parafii pochodzą z Ukrainy.

## Historia
Cerkiew Świętej Trójcy i przylegający do niej klasztor Bazylianów należały do grekokatolików do czasów zaborów, gdy władze carskie przekazały je prawosławnym. Po II wojnie światowej, gdy Wilno znalazło się w granicach Związku Sowieckiego, cerkiew i klasztor zostały znacjonalizowane i przez kolejne dziesięciolecia służyły celom świeckim.
Po upadku komunizmu cerkiew otrzymała archidiecezja wileńska, która postanowiła sprowadzić do niej bazylianów z Ukrainy. Bazylianie odzyskali cerkiew i część klasztoru w 1991.